# Água Limpa
Água Limpa es un municipio brasileño del estado de Goiás. Su población estimada en 2004 era de 2.335 habitantes.